# Żołnierz-Osadnik
Żołnierz-Osadnik – polski dwutygodnik wydawany dla żołnierzy będących osadnikami na Ziemiach Odzyskanych.
Pismo wydawane było od lipca 1945 do grudnia 1946, początkowo jako organ Śląskiego Okręgu Wojskowego w Katowicach, a następnie warszawskiego Związku Osadników Wojskowych. Tematyka czasopisma związana była ze sprawami osadnictwa wojskowego na Ziemiach Odzyskanych. W grudniu 1946 połączono je z dwutygodnikiem „Osadnik na Ziemiach Odzyskanych”. 